# Edith Leffmann
Edith Leffmann (geboren am 22. Juli 1894 in Köln; gestorben am  3. Februar 1984 in Mannheim) war eine deutsche, jüdische Kinderärztin. Während des Zweiten Weltkrieges arbeitete sie in der Résistance in Frankreich und kehrte als französische Fremdarbeiterin getarnt während des Krieges nach Deutschland zurück. Nach dem Krieg arbeitete sie in Ludwigshafen-Hemshof. Sie war Mitbegründerin und die erste Vorsitzende der Vereinigung der Verfolgten des Naziregimes  (VVN) in Rheinland-Pfalz.

## Leben
Edith Leffmann wurde als Tochter des jüdischen Fabrikanten Bernd Löwenstein und seiner Ehefrau Martha (geb. Heidenheim) in Köln geboren. Die Mutter war in zweiter Ehe mit Arthur Leffmann, dem Direktor der Korsettfabrik Löwenstern & Leffmann verheiratet. Die Eltern ermöglichten der Tochter ein Medizinstudium in Bonn und München. Nach dem Studium und der Promotion arbeitete sie zunächst am Berliner Kinderkrankenhaus. Wenig später eröffnete sie eine eigene Kinderarzt-Praxis. Nach der Heirat mit Robert Leffmann wurde 1924 ihr Sohn Bernd Julius („Bill“) geboren. Durch ihr großes soziales Engagement während der Weimarer Republik kam sie in Kontakt mit der Roten Hilfe und der KPD.
Nach der Machtergreifung der Nationalsozialisten wurde Leffmann 1933 gezwungen, ihre Praxis in Berlin aufzugeben, und sie zog wieder zu ihren Eltern nach Köln. In Köln musste sie 1937 aufgrund der sich verschärfenden Gesetze gegenüber jüdischen Ärzten ihre Praxis schließen. Während der Sohn gemeinsam mit den Großeltern 1939 in die Niederlande emigrierte, flüchteten die Eheleute Leffmann am 17. April 1939 zunächst nach Brüssel. Nach dem Tod ihres Mannes im April 1940 flüchtete Edith Leffmann weiter nach Frankreich.
Es war Edith und Robert Leffmann mit der finanziellen Unterstützung der Großeltern gelungen, ihren Sohn in einer Quäker-Schule in der Gemeinde Ommen unterzubringen, in der die Kinder und Jugendlichen auf ein Landleben in Palästina vorbereitet werden sollten. Am 10. April 1943 wurde die Schule geschlossen und die jüdischen Jugendlichen zunächst im KZ Herzogenbusch und später im Lager Westerbork inhaftiert und am 22. September 1943 nach Auschwitz deportiert, wo der Bernd Julius Leffmann vermutlich direkt nach der Ankunft ermordet wurde.
Edith Leffmann wurde im französischen Exil verhaftet und in das Camp de Gurs verschleppt. Hier arbeitete sie als Ärztin für die Lagerhäftlinge. Nach der Flucht aus dem Lager Gurs schloss sie sich der Résistance an. Hier engagierte sie sich im Comité „Allemagne libre“ pour l’Ouest (CALPO), einer dem Nationalkomitee Freies Deutschland nahestehenden Gruppe in Frankreich, die Propagandaarbeit unter Angehörigen der Wehrmacht in Südfrankreich leistete. Sie beteiligte sich auch an der Verteilung der Zeitung Soldat am Mittelmeer. Im Rahmen des Travail-allemand-Programms ging sie getarnt als französische Krankenschwester Marie-Louise Lefèbre aus Roubaix zurück nach Deutschland. Hier setzte sie ihre Untergrund- und Sabotagetätigkeit in einer Papierwarenfabrik in Eger unter den eingesetzten Arbeiterinnen fort.
Nach Kriegsende reiste sie mit dem Widerstandskämpfer Alphonse Kahn über Paris in die französische Besatzungszone ein. Sie ließ sich im August 1945 in Ludwigshafen nieder und trat in die KPD ein. Edith Leffmann war die jüdische Vertreterin im Betreuungsausschuss für die Opfer des Faschismus, der 1950 in das Amt für Wiedergutmachung und Kontrolliertes Vermögen überführt wurde. Sie übernahm trotz eigener gesundheitlicher Probleme und physischer und psychischer Erschöpfung unter widrigsten und einfachen Verhältnissen die medizinische Versorgung der von Krieg und Entbehrung gezeichneten Patienten, welches ihr in Ludwigshafen den Ehrentitel Engel von Hemshof einbrachte.
Erschüttert durch die eigenen Schicksalsschläge und Verluste, die sie während der Zeit des Nationalsozialismus erlitten hatte – neben ihrem Sohn wurden auch ihre Eltern in Auschwitz ermordet und ihr Mann starb im französischen Exil – setzte sich Edith Leffmann vehement gegen das Vergessen, Militarismus und für die Rehabilitation von politisch und ethnisch Verfolgten des Nationalsozialismus ein. 1947 war sie Gründungsmitglied der VVN in Rheinland-Pfalz, deren erste Vorsitzende sie im Landesverband war.  Im VVN engagierten sich zahlreiche Kommunisten, was permanent zu Bestrebungen führte, den Verband Anfang der 1950er Jahre zu verbieten. Sie selber erhielt aufgrund ihrer Mitgliedschaft am 26. August 1952 einen Strafbefehl. Im Jahr 1951 kandidierte sie für die KPD für den rheinland-pfälzischen Landtag.
Seit 1960 wohnte sie in Mannheim, wo sie auch am 3. Februar 1984 starb. Sie erhielt ein von Alphonse Kahn finanziertes Urnengrab auf dem Mannheimer Hauptfriedhof, das 1999 abgeräumt wurde.
Nach ihrem Tod setzten sich verschiedene Bürgerinitiativen für eine öffentliche Würdigung der Lebensleistung von Edith Leffmann ein, gegen die von Seiten der Politik aufgrund der KPD-Mitgliedschaft Bedenken bestanden.

## Ehrungen

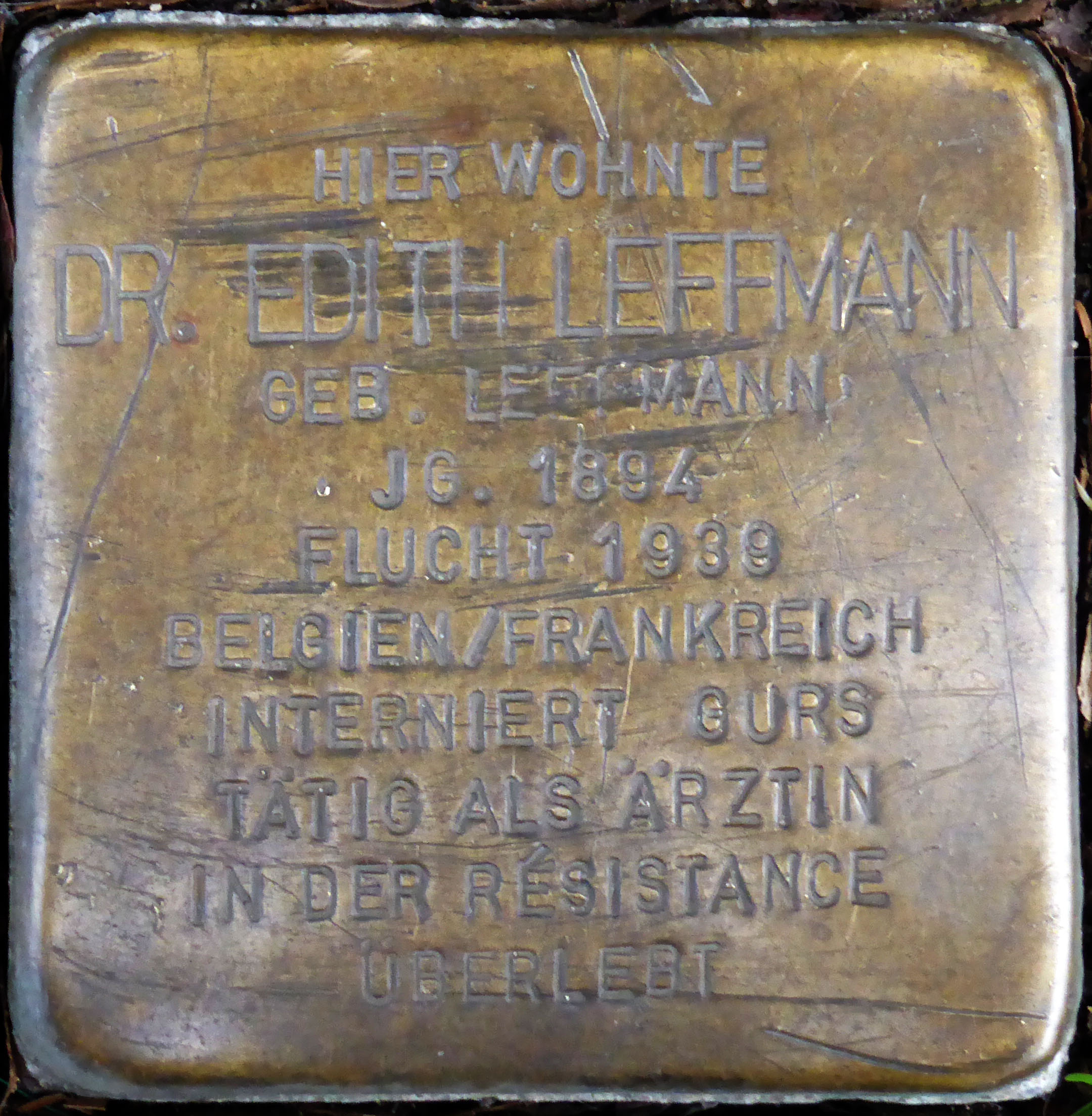
Stolperstein für Dr. Edith Leffmann in Köln, Gleueler Straße 192

Vor dem Wohnhaus der Familie in Köln-Lindenthal in der Gleueler Straße 192 wurden im März 2012 zum Andenken an Edith Leffman sowie an ihren ermordeten Sohn Bernd Julius und ihren Mann Robert drei Stolpersteine im Rahmen des Kunst- und Denkmalprojektes des Kölner Künstlers Gunter Demnig verlegt.
Für ihre Mutter, Martha Leffmann, ihren Stiefvater Arthur Leffmann sowie ihren Cousin, den Juristen Ernst Leffmann wurden in Köln ebenfalls Stolpersteine verlegt.
Nach heftigen Kontroversen mit dem CDU-geführten Ludwigshafener Stadtrat wurde auf Betreiben einer Bürgerinitiative im Juni 2013 eine Gedenktafel vor ihrem Wohnhaus in der Carl-Friedrich-Gauß-Straße 6 enthüllt.
Während des Mannheimer Kultursommers im Jahr 2007 wurde die Lebensgeschichte von Edith Leffmann in der Reihe Revolutionärinnen des Alltags künstlerisch in Szene gesetzt.